# Joffre Feedstock Pipeline
Joffre Feedstock Pipeline — трубопровід у канадській провінції Альберта, призначений для транспортування пропану та етану, фракціонованих із суміші зріджених вуглеводневих газів, до місця їх споживання.
Станом на початок 2000-х років у Джоффре діяло три установки парового крекінгу, котрі продукували етилен шляхом піролізу етану. В той же час, за сприятливої цінової ситуації було вигідно замінювати частину сировини на інший гомолог метану — пропан. Для подачі останнього з розташованого північніше Форт-Саскачевану в 2005-му ввели у дію пропанопровід Joffre Feedstock Pipeline (JFP) довжиною 170 км, прокладений під землею на глибині не менше ніж 1,2 метра. Виконаний в діаметрі 273 мм, він розрахований на максимальний тиск у 9,93 МПа.
В 2012-му на майданчику розташованої в районі Форт-Саскачеван установки фракціонування Редватер запустили новий об'єкт з розділення газів, отриманих під час апргейду бітумів. Одним з його продуктів є етан-етиленова суміш, котра так само стала подаватись до Джоффре через трубопровід JFP.